# Eberhardt Klemm
Fritz Eberhardt Klemm (* 4. September 1929 in Zwickau; † 7. Juni 1991 in Leipzig) war ein deutscher Musikwissenschaftler und Publizist. Er war einer der führenden Eisler-Experten der DDR.

## Leben
Klemm wurde 1929 als Sohn eines Lehrers in Zwickau geboren und besuchte von 1940 bis 1948 die Oberschule in Leipzig. Ab 1949 studierte er Physik, Mathematik und Philosophie (bei Ernst Bloch) an der Universität Leipzig. 1951 wechselte er in das Fach Musikwissenschaft zu Walter Serauky, Hellmuth Christian Wolff und Rudolf Eller und erlangte 1954 das Diplom. Ab 1952 war er Hilfsassistent am Institut für Musikwissenschaft der Universität Leipzig, von 1954 bis 1965 wissenschaftlicher Assistent von Heinrich Besseler, von 1957 bis 1966 Lehrbeauftragter für Musikwissenschaft, ab 1961 im Auftrag Besselers Geschäftsführer des Instituts. 1965 wurde seine Dissertation über die Theorie der musikalischen Permutation aufgrund seiner politischen Einstellung abgelehnt, im selben Jahr schied er aus dem Universitätsdienst aus. Die Gutachter der Arbeit waren Heinrich Besseler und Hellmuth Christian Wolff.
Von 1965 bis 1985 war er freischaffender Musikwissenschaftler ohne feste Anstellung. Er wirkte als Herausgeber der Klavierwerke von Claude Debussy, Erik Satie, Gabriel Fauré, Louis Moreau Gottschalk, Hermann Scherchen und Scott Joplin sowie von Gustav Mahlers 6. Sinfonie und Hanns Eislers Orchestersuite. Gleichzeitig gab er historische Werke von Charles Burney, Claude Debussy, Anton Felix Schindler und George Bernhard Shaw heraus. Ab 1968 gab er eine überarbeitete Fassung der Allgemeinen Musiklehre von Kurt Johnen heraus. Von 1978 bis 1982 war er zudem Herausgeber des Jahrbuchs der Musikbibliothek Peters. Außerdem arbeitete er programmatisch für Radio DDR II.
1985 wurde Klemm Leiter des Hanns Eisler Archivs an der Akademie der Künste in Berlin. Dort war er Mitarbeiter an der Hanns Eisler-Gesamtausgabe. 1990 wurde er zum Präsidenten der Gesellschaft für Musikwissenschaft gewählt. 1990 habilitierte er sich in Leipzig mit einer Arbeit zum Thema Textkritische Arbeiten zum Selbstverständnis der zweiten Wiener Schule. Er brachte mehrere musiktheoretische Schriften heraus. Dabei spielte die Neue Musik von Arnold Schönberg, Anton Webern und Gustav Mahler eine wesentliche Rolle. Er forschte auf dem Gebiet zeitgenössischer Musik zu Komponisten wie Alban Berg, Béla Bartók, Claude Debussy, Charles Ives, Max Reger, Gustav Mahler, Erik Satie, Karol Szymanowski, Arnold Schönberg und Edgar Varèse. Auch die Musikstile  Minimal Music und Neue Einfachheit waren in seinen Betrachtungen relevant.
Der Musikwissenschaftler Klemm stand in Korrespondenz mit Persönlichkeiten wie Theodor W. Adorno, Manfred Bierwisch, Klaus Baumgärtner, Ernst Bloch, Konrad Boehmer, Carl Dahlhaus, Ulrich Dibelius, Peter Gülke, Hans G Helms, Uwe Johnson, Mauricio Kagel, Georg Knepler, Aloys Kontarsky, Salvador Maas, Erwin Ratz, Alfred Schnittke, Rudolf Stephan, Hans Heinz Stuckenschmidt und Franz Willnauer.
Mit den Musikern Gerd Schenker, Matthias Sannemüller und Steffen Schleiermacher gründete er 1990 das Forum Zeitgenössischer Musik Leipzig.

## Auszeichnung
- 1978: Kunstpreis der Stadt Leipzig

## Werke
- Der Briefwechsel zwischen Arnold Schönberg und dem Verlag C. F. Peters, in: Deutsches Jahrbuch der Musikwissenschaft, Jg. 15 (1971), S. 5–66
- Hanns Eisler. Für Sie porträtiert, Leipzig 1973
- Zur Geschichte der Fünften Sinfonie von Gustav Mahler. Der Briefwechsel zwischen Mahler und C. F. Peters und andere Dokumente, in: Jahrbuch Peters, Jg. 2 (1979), S. 9–116
- Spuren der Avantgarde. Schriften 1955–1991, Köln: MusikTexte, 1997, 548 Seiten
- alles ist gleichnah zum mittelpunkt, hrsg. von Thomas Schinköth, 2000
- Ossian an Béla. Über Benjamin und Bloch. Aus dem Briefwechsel zwischen Uwe Johnson und Eberhardt und Erika Klemm, hrsg. von Erdmut Wizisla, in: Johnson-Jahrbuch, Band 11 (2004), S. 11–28